# 신승찬
신승찬(申昇瓚, 1994년 12월 6일 ~ )은 대한민국의 여자 복식을 주종목으로 하는 배드민턴 선수이다. 정경은 선수가 그의 복식 파트너이며 2016년 8월 여자복식 세계랭킹 9위이다. 2016년 하계 올림픽에 출전하여 정경은과 함께 동메달을 획득하였다.

## 수상
- 2016년 말레이시아오픈 배드민턴 슈퍼시리즈프리미어 여자복식 2위
- 2016년 인도 배드민턴 그랑프리골드 여자복식 여자복식 1위
- 2015년 미국오픈 배드민턴 그랑프리 여자복식 1위
- 2015년 마카오오픈 배드민턴 그랑프리골드 여자복식 1위

## 학력
- 고창초등학교
- 성심여자중학교
- 성심여자고등학교
- 건국대학교 사범대학 체육교육과